# Сплюшка сималурська
Сплюшка сималурська (Otus umbra) — вид совоподібних птахів родини совових (Strigidae). Ендемік Індонезії.

## Опис
Довжина птаха становить 16-18 см, вага 90-100 г. Верхня частина тіла темно-рудувато-коричневе, поцятковане темними смужками, на плечах тьмяно-жовтувата або білувата смуга. Нижня частина тіла світліша, рудувато-коричнева, поцяткована білими смугами, пера на ній мають темні стрижні. На голові короткі пір'яні "вуха". Очі жовті, дзьоб сірий, лапи оперені, пальці сірі, кігті рогові з темними кінчиками. Голос — ухання «пуук-пууу-пупуук», яке через деякий час повторюється.

## Поширення і екологія
Сималурські сплюшки є ендеміками острова Сімелуе, розташованого на північний захід від Суматри. Вони живуть на узліссях вологих тропічних лісів, особливо на узбережжі, а також на гвоздикових плантаціях.

## Збереження
МСОП класифікує стан збереження цього виду як близький до загрозливого. Сималурські сплюшки є локально поширеними птахами, яким може загрожувати знищення природного середовища.